# Peramangalam
Peramangalam es una ciudad censal situada en el distrito de Thrissur en el estado de Kerala (India). Su población es de 13260 habitantes (2011). Se encuentra a 8 km de Thrissur y a 78 km de Cochín.

## Demografía
Según el censo de 2011 la población de Peramangalam era de 13260 habitantes, de los cuales 6457 eran hombres y 6803 eran mujeres. Peramangalam tiene una tasa media de alfabetización del 96,71%, superior a la media estatal del 94%: la alfabetización masculina es del 97,94%, y la alfabetización femenina del 95,53%.